# Tchindas
Tchindas és una pel·lícula documental rodada íntegrament en crioll capverdià dirigida per Pablo García Pérez de Lara i Marc Serena. La pel·lícula va ser premiada a l'Outfest de Los Angeles 2015 on va rebre el Gran Premi del Jurat.

## Trama
A l'Oceà Atlàntic, la gent de l'illa minúscula de São Vicente treballa per a preparar el Carnaval. Durant el mes que precedeix les festivitats es succeeixen enfrontaments fins que una persona encunya una paraula: Tchinda.
La pel·lícula està gravada al país africà més ''gay-friendly'' segons l'Afrobaròmetre de 2016, Cap Verd.

## Repartiment[calcitació]
- Tchinda Andrade com a ella mateixa
- Elvis Tolentino com a ell mateix
- Edinha Pitanga com a ella mateixa

## Reconeixements
Hollywood Reporter va elogiar la pel·lícula, indicant que era "un pel·lícula fantàstica que mostra una crònica real de les preparacions pel Carnaval de São Vicente".
Des de la seva estrena internacional el juliol, 'Tchindas va agafar sis premis en els cinc primers festivals on es va presentar, tots de temàtica LGBT: Outfest, Chicago Reeling LGBT Film Festival, MiradasDoc, i LesGaiCineMad. També s'ha presentat a Seminci a l'In-Edit and View de Sao Paulo. L'associació dels Artistes africans va elogiar la pel·lícula per la seva història, fons, i profunditat, escrivint que va mostrar "un clar sentit de pertinença al lloc, la comunitat i les personalitats, que es nota en una pel·loícula agudament presentada per Pablo Garcia Perez de Lara i Marc Serena, que mostra una perfecta fusió de la tradició i l'acceptació a cor obert." El Chicago Reader va elogiar el projecte i va escriure sobre la pel·lícula i el seu tema.

### Recepció
Segons l'exploració de la pel·lícula al Reeling de Chicago, el Windy City Times va dir que era un "Documental central" i s'hi va referir com "un brillant, un fabulós examen amb petites reminiscències culturals de Paris is Burning".

### Premis i nominacions
- 2015, va guanyar el Gran Premi del Jurat del festival Outfest per l' "Excel·lència en la gravació."[7][8][9][17]